# فرانک لنینگ
فرانک لنینگ (انگلیسی: Frank Lanning؛ ۱۴ اوت ۱۸۷۲ – ۱۷ ژوئن ۱۹۴۵) بازیگر اهل ایالات متحده آمریکا بود. وی در تولیدات سینمایی کمپانی‌های متفاوتی بازی کرد.
از فیلم‌ها یا مجموعه‌های تلویزیونی که وی در آن‌ها نقش داشته است، می‌توان به برادر کوچک، ناشناخته و تارزان ملقب به ببر اشاره نمود.